# كريستيان هيلستروم
كريستيان هيلستروم (بالسويدية: Kristian Hellström)‏ هو عداء ‏ وشخصية أعمال سويدي، ولد في 24 يوليو 1880 في Adolf Fredriks parish ‏ في السويد، وتوفي في 14 يونيو 1946 في Kungsholm parish ‏ في السويد.

## وصلات خارجية
- كريستيان هيلستروم على موقع أوليمبيديا (الإنجليزية)
- كريستيان هيلستروم على موقع اللجنة الأولمبية السويدية (السويدية)